# Satellite Award
Il Satellite Award è un premio statunitense assegnato dal 1997 annualmente a cinema e televisione da giornalisti facenti parte della International Press Academy (IPA). Originariamente conosciuto come Golden Satellite Award, la cerimonia si tiene presso l'InterContinental Hotel di Los Angeles.
Il premio si suddivide in diverse categorie che premiano film, attori e registi cinematografici e film TV, serie televisive e miniserie televisive.

## Categorie

### Cinema
- Satellite Award per il miglior film (Satellite Award for Best Film)
- Satellite Award per il miglior attore (Satellite Award for Best Actor)
- Satellite Award per la migliore attrice (Satellite Award for Best Actress)
- Satellite Award per il miglior attore non protagonista (Satellite Award for Best Supporting Actor – Motion Picture)
- Satellite Award per la migliore attrice non protagonista (Satellite Award for Best Supporting Actress – Motion Picture)
- Satellite Award per il miglior regista (Satellite Award for Best Director)
- Satellite Award per la migliore sceneggiatura originale (Satellite Award for Best Original Screenplay)
- Satellite Award per la miglior sceneggiatura non originale (Satellite Award for Best Adapted Screenplay)
- Satellite Award per la migliore fotografia (Satellite Award for Best Cinematography)
- Satellite Award per il miglior montaggio (Satellite Award for Best Editing)
- Satellite Award per la migliore scenografia (Satellite Award for Best Art Direction and Production Design)
- Satellite Award per il miglior cast cinematografico (Satellite Award for Best Cast – Motion Picture)
- Satellite Award per i migliori costumi (Satellite Award for Best Costume Design)
- Satellite Award per la miglior colonna sonora originale (Satellite Award for Best Original Score)
- Satellite Award per la miglior canzone originale (Satellite Award for Best Original Song)
- Satellite Award per i migliori effetti visivi (Satellite Award for Best Visual Effects)
- Satellite Award per il miglior suono (Satellite Award for Best Sound) (dal 1999)
- Satellite Award per il miglior film d'animazione o a tecnica mista (Satellite Award for Best Animated or Mixed Media Feature)
- Satellite Award per il miglior documentario (Satellite Award for Best Documentary Film)
- Satellite Award per il miglior film in lingua straniera (Satellite Award for Best Foreign Language Film)

### Televisione
- Satellite Award per la miglior serie drammatica (Satellite Award for Best Television Series – Drama)
- Satellite Award per la miglior serie commedia o musicale (Satellite Award for Best Television Series – Musical or Comedy)
- Satellite Award per la miglior mini-serie o film per la televisione (Satellite Award for Best Miniseries or Television Film)
- Satellite Award per il miglior attore in una serie drammatica (Satellite Award for Best Actor – Television Series Drama)
- Satellite Award per la miglior attrice in una serie drammatica (Satellite Award for Best Actress – Television Series Drama)
- Satellite Award per il miglior attore in una serie commedia o musicale (Satellite Award for Best Actor – Television Series Musical or Comedy)
- Satellite Award per la miglior attrice in una serie commedia o musicale (Satellite Award for Best Actress – Television Series Musical or Comedy)
- Satellite Award per il miglior attore in una mini-serie o film per la televisione (Satellite Award for Best Actor – Miniseries or Television Film)
- Satellite Award per la miglior attrice in una mini-serie o film per la televisione (Satellite Award for Best Actress – Miniseries or Television Film)
- Satellite Award per il miglior cast in una serie televisiva (Satellite Award for Best Cast – Television Series)
- Satellite Award per il miglior attore non protagonista in una serie, mini-serie o film per la televisione (Satellite Award for Best Supporting Actor – Series, Miniseries or Television Film)
- Satellite Award per la migliore attrice non protagonista in una serie, mini-serie o film per la televisione (Satellite Award for Best Supporting Actress – Series, Miniseries or Television Film)

## Riconoscimenti speciali
- Humanitarian Award - per aver fatto la differenza nelle vite della comunità artistica ed oltre.[2]
- Mary Pickford Award - per il miglior contributo artistico all'industria dell'intrattenimento.[3]
- Auteur Award - per una visione singolare e un controllo artistico unico sugli elementi della produzione.[4]
- Nikola Tesla Award - per un successo visionario nella tecnologia cinematografica.[5]